# Уэбстер, Бен
Бен Уэбстер (англ. Ben Webster; 27 марта 1909, Канзас-Сити, Миссури — 20 сентября 1973, Амстердам, Нидерланды) — американский джазовый музыкант, тенор-саксофонист, исполнитель стиля свинг. Обладатель субтонового звука. Оказал значительное влияние на всех тенор-саксофонистов следующих поколений.

## Биография
В школе учился играть на скрипке и фортепиано.
Сосед Уэбстера, исполнитель рэгтаймов и буги-вуги Пит Джонсон, показал ему, как надо играть джаз на фортепиано. Бен оказался способным учеником, и вскоре произошёл его дебют в качестве пианиста в одном из джаз-ансамблей Оклахомы. Он стал ездить по Юго-Западу США с местными оркестрами, играя в основном на фортепиано.
В 1929 году семейный оркестр Янгов проезжал через Альбукерке, штат Нью-Мексико, где в тот момент работал Уэбстер. Бен познакомился с семейным ансамблем Уильяма Янга «Young Family Band». Янгу был нужен саксофонист. Уэбстер оставил фортепиано и попробовал играть на саксофоне. Окончив у Янга за три месяца полный курс игры на саксофоне, и недолго пробыв в оркестре, Бен быстро стал делать музыкальную карьеру, получая ангажементы как пианист, альт и тенор-саксофонист во многих ансамблях и оркестрах.
Выступал у Бланша Кэллоуэя (Blanche Calloway), Энди Кирка (Andy Kirk), Бенни Моутена (Benny Moten, 1932), а позже в Нью-Йорке играет в оркестрах Флетчера Хендерсона (Fletcher Henderson) и Бенни Картера (1933—1934), Вилли Бранта (Willie Bryant, 1935), по стечению обстоятельств сотрудничал с Дюком Эллингтоном (в 1935 году Эллингтон на короткое время приглашал летом Уэбстера).
В 1936—1937 годах работает в знаменитом бэнде Кэба Кэллоуэя (Cab Calloway, 1936/37). Однако Кэллоуэй показывал себя почти в каждом номере и не очень давал разойтись другим солистам. Милту Хинтону, контрабасисту оркестра, Уэбстер говорил:

Слушай-ка, у меня никогда не бывает больше восьми тактов на соло, и мне не удаётся использовать свой инструмент так, как я хочу, чтобы выжать из него настоящее чувство.

В 1937 году он покинул Кэллоуэя, играет в нескольких оркестрах (например в 1938—1939 годах у Стаффа Смита (Stuff Smith)) и остаётся под конец без работы. После этого Бен отправляется в Чикаго, где выступает тогда Эллингтон, и просит дать ему место саксофониста. Эллингтон его берёт, и журнал «Даун-бит» помещает материал об этом событии на первой полосе.
Работая в оркестре Дюка Эллингтона (1939—1943 и 1948—1949) добивается большой известности, в это время его лучшие соло прозвучали в пьесах «Cottontale», «Conga Brava», «All Too Soon», «Just A-Setting And A-Rocking», «What I’m Here For», «Sepia Panorama», «Blue Serge» и в сюите «Black, Brown And Beige». До Уэбстера в оркестре Эллингтона не было сильного тенор-саксофониста, поэтому он сыграл важную роль в становлении этого биг-бэнда. В эти годы Уэбстер становится одним из самых влиятельных музыкантов, выходцев из Канзас-Сити, «монополистом» тенор-саксофона.
Джазовый критик Джеймс Линкольн Коллиер писал:

С приходом Уэбстера в оркестре Эллингтона появился голос, какого никогда не было прежде: сильный, сочный тенор-саксофон в противовес более легкому и капризному саксофону Ходжеса. Записи, сделанные фирмой «Виктор» в 40-е годы, отличаются от прежних в первую очередь присутствием Уэбстера. Уэбстер был уже знаком с репертуаром эллингтоновского оркестра, но партии для пятого саксофона, разумеется, не существовало. Поэтому коллеги по секции предупредили его, чтобы он не лез в «их» ноты, — джазовые музыканты нередко относятся очень ревниво к тому, что они играют. Уэбстеру приходилось искать «свои» ноты, которые вписывались бы в исполняемую вещь, и это само по себе усложняло структуру саксофонных созвучий.

Рассказывали, что пришедшие к Эллингтону саксофонисты следующего поколения — Пол Гонсалвес и Гарольд Эшби — знали соло Бена Уэбстера наизусть.
К 1949 году Уэбстер окончательно расстаётся с Эллингтоном. Неизвестно, что тогда произошло, однако между Уэбстером и Дюком явно существовали трения. Кларнетист биг-бэнда Барни Бигард сказал как-то Барри Мартину, о взаимоотношениях Эллингтона и Уэбстера следующее:

Ему позволялось делать такое, на что мы никогда бы не решились. Может, Дюк не так уж и боялся Уэбстера, и, по словам Мерсера, никто так не хотел работать в этом оркестре, как Бен. Но был какой-то конфликт, какая-то химическая реакция между ними, из-за которой они постоянно препирались.

По утверждению Мерсера (сына Эллингтона), стоило им оказаться в одной комнате, как они тут же затевали спор. По всей видимости, Дюк, с его нелюбовью к галдежу и стремлением доминировать, оказался не в состоянии дальше выносить задиру Уэбстера. В конце концов Дюк, наверное, сказал Бену, что с него хватит и что Бен должен уйти. Расставание оказалось, без сомнения, горьким для Уэбстера и нелегким для Дюка, поскольку Уэбстер был именно тем безоглядно страстным исполнителем, какие особенно нравились Дюку.
Уэбстер пошёл работать в клуб «Three Deuces» на 52-й улице. Позднее он работал в других известных заведениях, но около 1950 года его, как и многих джазменов старшего поколения, захлестнула волна бибопа, и какое-то время он пребывал в растерянном состоянии. Затем гастролирует по Европе, участвуя целое десятилетие в серии концертов «Джаз в филармонии», организованных Норманом Гранцем.
Сотрудничал с пианистом Тедди Уилсоном и джазовой певицей Билли Холидей.
В 1954 Уэбстер сделал известную серию записей со струнными.
В 1957 и 1958 годах организовал ряд телевизионных шоу «Звуки джаза» и «Все о джазе», играет в руководимых им комбо-составах в которые входят, главным образом, музыканты восточного побережья США, а в начале 1960-х годов работал попеременно с джазменами из Лос-Анджелеса и Нью-Йорка.
В 1964 году Уэбстер переехал в Копенгаген. Играл с музыкантами Англии, Голландии и Дании, с трио Кении Дрю, с оркестром Датского радио. С триумфом проходит его выступление на джазовом фестивале в Бирмингеме и на последовавших за этим гастролях по Швеции в 1969 год. В 1971 году вновь сыграл с оркестром Эллингтона в саду Тиволи.
Уэбстер умер в 1973 году в Амстердаме. Похоронен в Копенгагене на кладбище Норребро.
После смерти Уэбстера был создан Фонд его имени, который находится под защитой короны Дании. Деньги этого Фонда идут на оказания помощи как европейским, так и американским джазменам.
В течение своей достаточно продолжительной карьеры Уэбстер сделал много записей на пластинки с такими музыкантами как Бэнни Моутен (Moten Benny), Хенри Аллен (Allen Henry), Бенни Картер, Флетчер Хендерсон, Вилли Брант (Bryant Willie), Путни Дандридж (Dandridge Putney), Дюк Эллингтон, Тэдди Уилсон, Кэб Кэллоуэй, Билли Холидей, Лайонел Хэмптон, Барни Бигард, Джек Тигарден, Рэкс Стюарт, Вуди Герман, Джеймс П. Джонсон, Сидней Кэтлетт, Кози Коул, Сир Валтер Томас (Sir Walter Thomas), Бенни Мортон (Morton Benny), Хот Липс Пэйдж (Page Hot Lips), Тони Скотт (Scott Tony), Chocolate Dandies, Эл Хэлл (Hall Al), Пит Джонсон (Johnson Pete), Харри Эдисон, Билл Харрис, Рэд Норво, Джордж Аулд, Бадди Рич, Джерри Маллиган, Мерсер Эллингтон, Кларк Терри, Джонни Ходжес, Мишель Легран, Джимми Визенспоон (Witherspoon Jimmy) и другими. Играл в секстете Auld-Hawkins-Webster.
С именем Бена Уэбстера связана легенда о происхождении названия джазового стиля бибоп. Согласно легенде, в 1940-е годы он заглянул в одну из комнат клуба «Минтон», чтобы поиграть с экспериментаторами нового стиля. Однако он попросил, чтобы они играли обычную музыку — «без всяких там „бопов-шмопов“». Слово подхватили другие, и новый стиль джаза обрел своё название.
Джеймс Линкольн Коллиер писал:

Его прозвали «Брут», и, по его утверждению, он отправил в нокдаун Джо Луиса, хоть в это и трудно поверить. Однажды Джон Ливай играл в клубе, «и тут входит Уэбстер со своей неизменной тростью с золотым набалдашником и одним движением смахивает все стаканы со стойки на пол. Я спустился с эстрады, взял его за руку и отвел в другой бар за углом. Там мы сели, и я стал говорить ему, что не нужно так себя вести, что мы все его очень любим. Кончилось тем, что Бен разрыдался». Действительно, оркестранты, несмотря ни на что, любили Уэбстера, хотя порой он их малость раздражал.

## Творчество
Уэбстер принадлежит (наряду с Коулменом Хокинсом и Лестером Янгом) к тем фигурам, благодаря которым тенор-саксофон в джазе зазвучал в полную силу. Бена Уэбстера всегда отличал мощный и теплый звук, вязкая текучесть и заразительный свинг, что выдаёт влияние на него игры Коулмена Хокинса. По его словам, в молодости он внимательно прислушивался к игре Хилтона Джефферсона, работавшего со многими ведущими оркестрами того времени и, по мнению музыкантов, не получившего должного признания. Затем он знакомится с Коулменом Хокинсом, ставшим для Уэбстера главным примером. В те годы Уэбстер копирует звук и приёмы Хокинса с таким успехом, что порой трудно определить, кто играет. Позже, однако, Уэбстер начинает искать свою собственную манеру игры, освобождаясь от влияний Хокинса. В особенности привлекал его Джонни Ходжес, умевший иногда выдать теноровое звучание. В одном из интервью, уже после смерти Ходжеса, Уэбстер сказал:

Именно это я пытаюсь сделать — сыграть Джонни на теноре… с тем же чувством.

Его индивидуальный стиль сформировался примерно к 1944 году и особенно выпукло проявился в таких пьесах, как, например «Cotton Tail» (1949) и «You’d Be So Nice to Come Home To» (1957).
Саксофонист был мастером «звуковых штрихов» и славился своим умением «из малого количества нот, извлечь много звуковых оттенков». Один из лучших исполнителей баллад в истории джаза.
Джеймс Линкольн Коллиер писал:

Его манере, как и манере Коулмена Хокинса, была свойственна большая полнота звучания, в соло он никогда не делал пауз. Однако он реже трактовал мелодию на основе гармонической структуры, отдавая предпочтение линеарному развитию. Наиболее известны сольные партии Уэбстера в композициях из репертуара Эллингтона: «C-Jam Blues», «Perdido», «Main Stem» и «Cotton Tail», «A-Settin' and A-Rockin'». Из баллад можно назвать «What Am I Here For?» и «All Too Soon».

## Избранная дискография
- 1944 — Horn
- 1950 — Music With Feeling
- 1950 — Cadillac Slim (2CD)

Избранные компакт—диски Бена Уэбстера

- 1953 — Ben Webster & Strings — Music For Loving (2CD)
- 1953 — King Of Tenors
- 1955 — Music For Loving — Ben Webster With Strings (2CD)
- 1956 — Jazz Round Midnight
- 1956 — Ben Webser & Associates
- 1956 — Art Tatum Meets Ben Webster
- 1957 — Soulville
- 1958 — The Soul Of Ben Webster (2CD)
- 1959 — Gerry Mulligan Meets Ben Webster
- 1959 — Ben Webster Meets Oscar Peterson
- 1959 — Coleman Hawkins Encounters Ben Webster
- 1960 — At The Renaissance
- 1961 — The Warm Moods
- 1962 — Ben Webster & Harry «Sweets» Edison — Ben & Sweets
- 1963 — Ben Webster & Joe Zawinul — Soulmates
- 1963 — Live At Pio’s
- 1964 — See You At The Fair
- 1965 — There Is No Greater Love
- 1965 — Gone With The Wind
- 1965 — Black Lion Presents
- 1967 — Plays Duke Ellington
- 1967 — Big Ben Time!
- 1967 — Ben Webster Meets Bill Coleman
- 1967 — Plays Ballads
- 1968 — Masters Of Jazz, vol.5
- 1972 — Autumn Leaves
- 1972 — Live In Paris 1972
- 1977 — Ben Webster — Amiga jazz
- 1968 — Stormy Weather
- 1991 — The Jeep Is Jumping
- 1992 — Compact Jazz
- 1993 — Giant Of Jazz. Frog 1956—1962
- 1994 — My Man
- 1995 — Birdland 1952
- 1995 — Evolution
- 1995 — Jazz Masters 43
- 1995 — Best Of Ben Webster 1931—1944
- 1996 — My Romance
- 1996 — For The Guv’nor (Tribute To Duke Ellington)
- 1998 — At Work In Europe

### Избранные DVD
- Ben Webster — «Jazz 625»
- Jimmy Witherspoon & Ben Webster — «Jazz Casual»
- Jazz Masters 1958 — 61 («Vintage Collections»)
- Ben Webster & Oscar Peterson Trio
- John Coltrane, Ben Webster, Sonny Rollins, Charles Lloyd — Four Tenors